# Gehrde
Gehrde est une commune allemande de l'arrondissement d'Osnabrück, Land de Basse-Saxe.

## Géographie
Gehrde se situe dans l'Artland, dans la plaine d'Allemagne du Nord.
|             | Badbergen  |                     |
| Bersenbrück | Kettenkamp | Neuenkirchen-Vörden |
| Alfhausen   | Rieste     |                     |

La commune comprend les quartiers de Gehrde, Bauerschaft Gehrde, Groß Drehle, Helle, Klein Drehle et Rüsfort.

## Histoire
Gehrde est mentionné pour la première fois en 977 sous le nom de "Girithi", Drehle en 973, Helle en 1309 et Klein Drehle en 1350.
Vers 1830, de nombreux habitants émigrent vers les États-Unis. De nombreux descendants se trouvent à New York et à San Francisco.
Groß Drehle, Helle, Klein Drehle et Rüsfort fusionnent avec Gehrde en juillet 1972.

## Infrastructure
Gehrde se trouve sur la Bundesstraße 214.

## Personnalités liées à la commune
- Hermann van Pels (1898-1944), l'un des Juifs vivant cachés avec Anne Frank.

## Source, notes et références
- (de) Cet article est partiellement ou en totalité issu de l’article de Wikipédia en allemand intitulé « Gehrde » (voir la liste des auteurs).